# Lion solaire

Le lion solaire

Drapeau de l'Iran durant la dynastie des Pahlavi entre 1925 jusqu'en 1979.

Le lion solaire est l’emblème de la Perse royale et le motif central du drapeau de l'Iran de 1576 à 1979. Le motif remonte à l'époque pré-islamique. La religion de l'Iran de cette époque (Zoroastrisme) considérait le feu comme un élément sacré et le soleil était aussi vénéré. Le motif représente le soleil dans le signe astrologique du lion. Un sabre a été ajouté dans la patte avant dextre du lion au XVIe siècle, il est ici un symbole, rappelant au choix la justice ou le pouvoir guerrier du Shahanshah. 
Le motif apparait dans l'art islamique vers la fin du XIIe siècle, il est attesté sur les pièces frappées par Kay Khusraw II, le sultan seldjoukide de Roum en Anatolie. Une miniature de 1423 le montre utilisé comme emblème de drapeau de cavaliers timourides (donc mongols) approchant les murs de Nishapur dans le Khorassan iranien. Signe héraldique parmi tant d’autres au départ, le lion solaire était devenu le symbole de la Perse au moment du règne d’Abbas le Grand.
Un faisceau de raisons explique cette identification et cette assimilation : le lion est un emblème héraldique traditionnel de la royauté. Les Ottomans, la puissante dynastie qui règne à l’ouest de la Perse, avaient pris la lune pour emblème, le symbole islamique du croissant de lune pour être précis. Avant la présence ottomane, le Shâh Nâmeh, le Livre des rois, un des piliers de la littérature perse, faisait dès le XIe siècle une opposition entre le roi de Perse, qualifié de « soleil de l’Iran » et l’empereur byzantin « lune de l’ouest ». Cette opposition est alors suffisamment ancrée pour qu’opère une identification entre le soleil, porté par un lion, et la Perse.
Plus tard, les voyageurs européens, très éloignés de la conception que les souverains persans, profondément musulmans, pouvaient s’en faire, virent aussi, dans ce soleil, un rappel de l’antique religion du pays, le zoroastrisme qui associe le Bien à la lumière et rend un culte au feu. Vers 1808-1810, Fath Ali Shah Qajar créé l’Ordre du Lion et du Soleil, destiné à récompenser les étrangers qui ont servi la Perse. En 1925, l’ordre kadjar est aboli mais le lion solaire orne désormais les insignes de l’Ordre du Nichan I Homayoun.
Le lion solaire est aboli, en tant que symbole représentatif de l'Iran, à la suite de la révolution iranienne de 1979 et remplacé par l'emblème de l'Iran actuel, un monogramme symbolisant Allah.